# Power Mac G4 Cube
Le Power Mac G4 Cube (souvent nommé Cube) est un micro-ordinateur produit par Apple entre 2000 et 2001. Sa particularité esthétique est d’être concentré dans un cube de 20 centimètres de côté, avec tous les branchements sur la face inférieure. Tour de force technique par sa compacité, le Power Mac G4 Cube est un échec commercial qui a souffert de son prix élevé.

## Caractéristiques

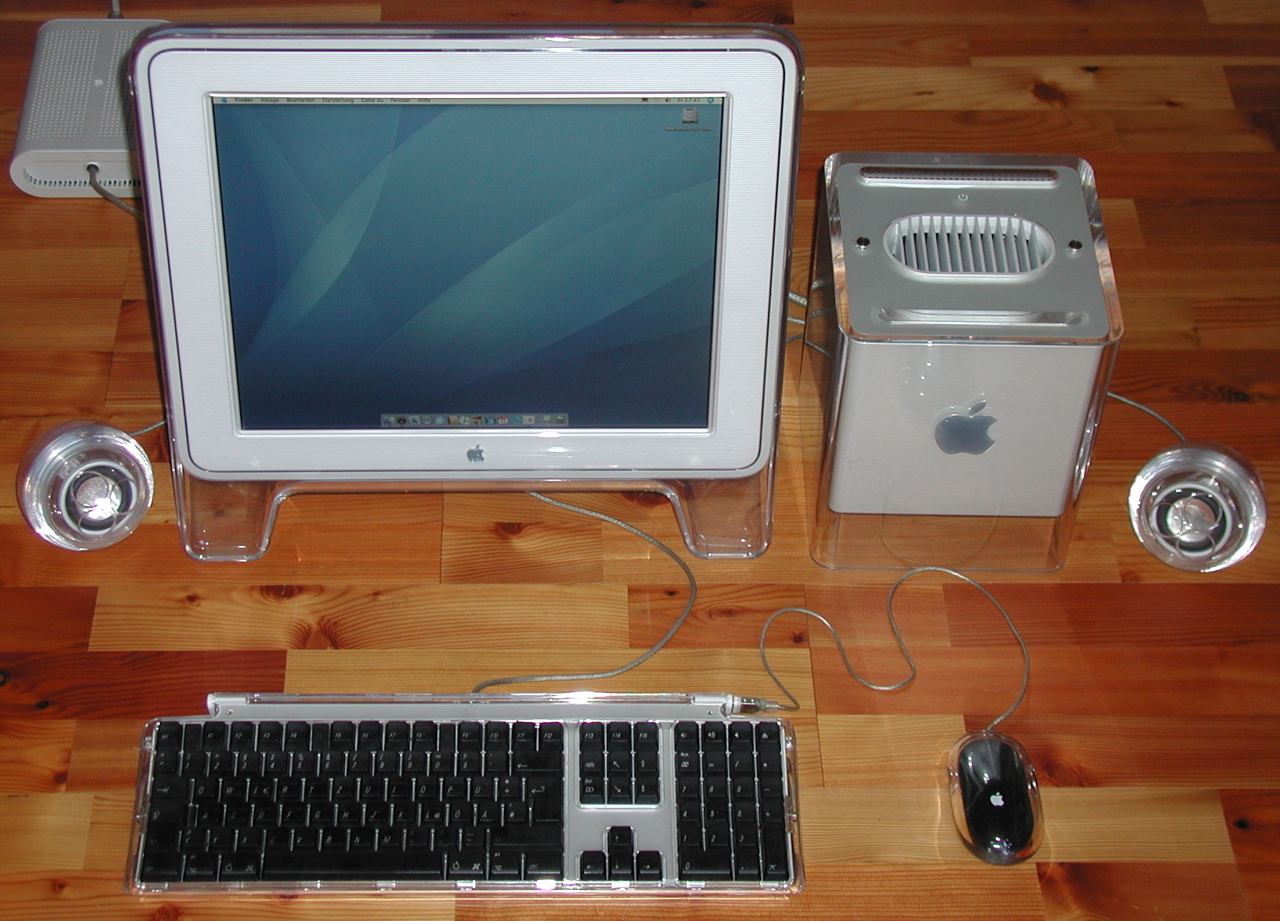
Un Power Mac G4 Cube avec un Studio Display 17", Harman Kardon Pro Speaker, clavier et souris Apple Pro ; bloc d'alimentation en haut à gauche.

- processeur : PowerPC 7400 cadencé à 450 ou 500 MHz
- adressage 32 bit
- bus système 128 bit cadencé à 100 MHz
- mémoire morte : 1 Mio pour le démarrage, les autres instructions étant chargées en mémoire vive
- mémoire vive : 64 à 256 Mio, extensible à 1,5 Gio
- mémoire cache de niveau 1 : 64 Kio
- mémoire cache de niveau 2 : 1 Mio, cadencée à la moitié de la vitesse du processeur
- disque dur Ultra ATA/66 ou Ultra ATA/100
- graveur CD-RW ou lecteur DVD-ROM à la norme ATAPI
- modem 56 k V90
- carte vidéo AGP 2x connectée sur un bus PCI via un adaptateur. Modèles ATI Rage 128 Pro 16 Mio de VRAM, (nVidia GeForce 2MX ou ATI Radeon dotées de 32 Mo de VRAM en option)
- Ports d'extension :
  - 3 connecteurs mémoire de type SDRAM PC100 (3,3 V, unbuffered, 64 bit, 168 broches)
  - emplacement pour carte AirPort (IEEE 802.11b)
  - Port PCI avec adaptateur pour carte graphique AGP 2x
- connectique :
  - 2 ports Firewire 400
  - 2 ports USB 1.1
  - port Ethernet 10/100BASE-T
  - sorties vidéo ADC et VGA
- 2 haut-parleurs Harman Kardon de 20 W connectés en USB
- dimensions : 24,8 × 19,5 × 19,5 cm
- poids : 6,4 kg
- alimentation : 205 W externe
- systèmes supportés : à partir de Mac OS 9.0.4

Le Cube d'Apple jouit d'une certaine popularité en raison de son aspect ; il est entré au Museum of Modern Art (MoMA) dès 2001,. Il s'agit pourtant d'un spectaculaire échec commercial pour Apple, qui l'abandonne un an après son lancement ; en cause notamment, son prix élevé et des limitations techniques, tout en restant depuis prisé des collectionneurs.
Il est dénué de ventilateur, ce qui en fait un appareil extrêmement silencieux mais sujet à la surchauffe. Le refroidissement est assuré par le principe de convection, un « puits » étant situé au milieu de la machine (grille sur la photo). Ceci permet à l'air de circuler à travers l'ordinateur de façon naturelle et ainsi assurer le refroidissement de l'ensemble des composants. Le même principe est repris par le Mac Pro de 2013.
Son lecteur de CD-ROM se présente extérieurement comme une simple fente, qui avale le disque présenté. Il n'y a pas de bouton de mise en marche, mais un senseur.
Des fabricants tiers ont proposé à la vente des boitiers modifiant l'aspect extérieur du Cube (en supprimant par exemple la cage de Faraday), et facilitant la ventilation des composants.
Le dernier système d'exploitation admissible par un Cube est Mac OS X v10.4 (Tiger), version PowerPC, plus de 5 ans après sa mise en service. Il est possible d'y installer Mac OS X 10.5 mais on s'expose à des lenteurs si l'ordinateur n'a pas eu d'upgrade processeur supérieur à 867 MHz.

## Les différents modèles
- juillet 2000 :
  - G4/450 MHz, 64 Mio de mémoire vive, disque dur de 20 Go, lecteur DVD-ROM, 15 550 F ;
  - G4/500 MHz, 128 Mio de mémoire vive, disque dur de 30 Go, lecteur DVD-ROM, 19 750 F (il était uniquement disponible sur l'Apple Store).
- février 2001 :
  - G4/450 MHz, 128 Mio de mémoire vive, disque dur de 20 Go, graveur CD-RW, 14 340 F ;
  - G4/500 MHz, 256 Mio de mémoire vive, disque dur de 60 Go, graveur CD-RW, 19 700 F.